# Schlanke Zwerghornschnecke

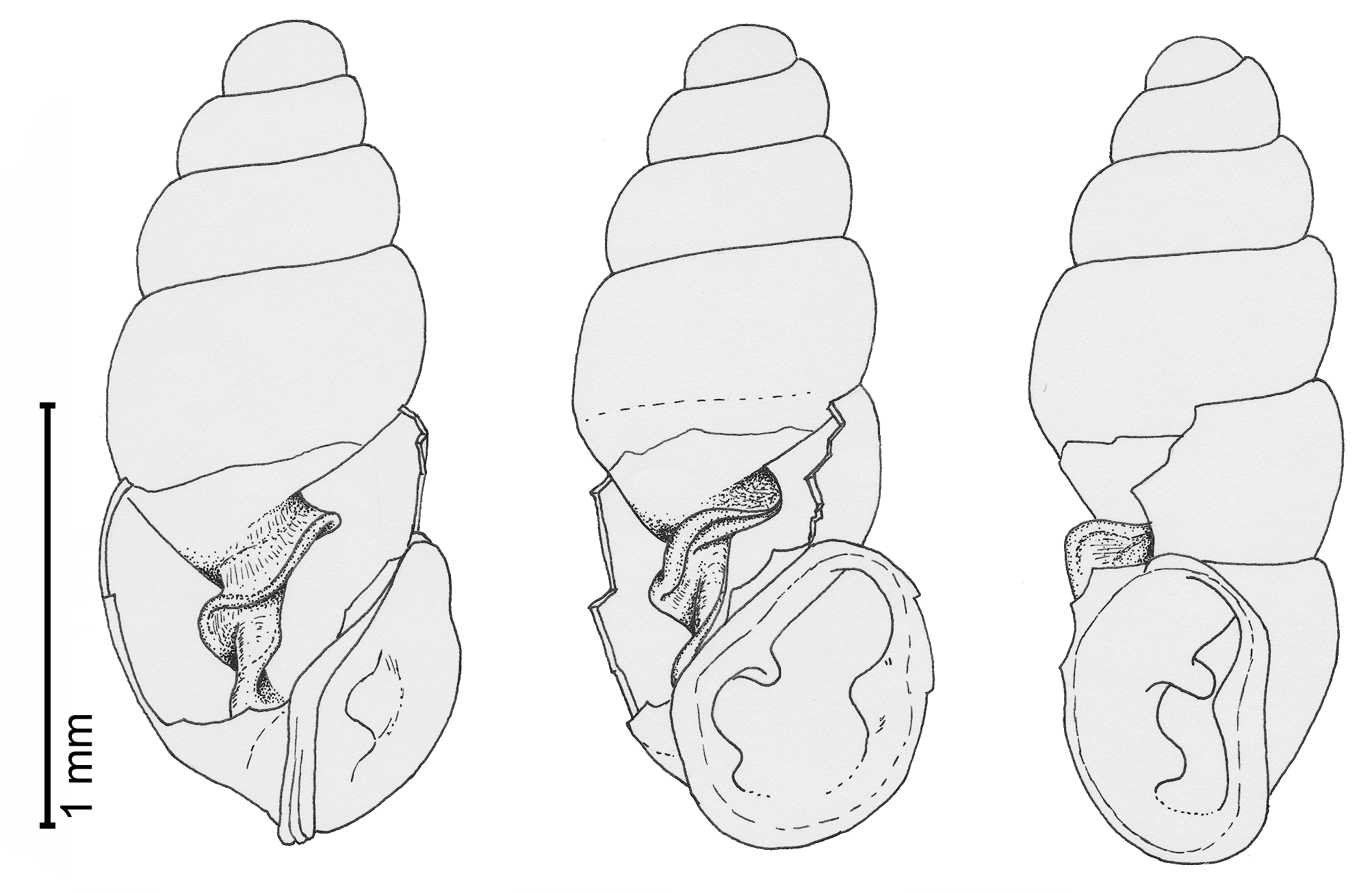
Parietallamelle im Innern des Gehäuses, äußere Gehäusewand entfernt

Die Schlanke Zwerghornschnecke (Carychium tridentatum), auch Schlanke Zwergschnecke ist eine sehr kleine Schneckenart aus der Familie der Carychiidae in der Ordnung der Lungenschnecken (Pulmonata).

## Merkmale

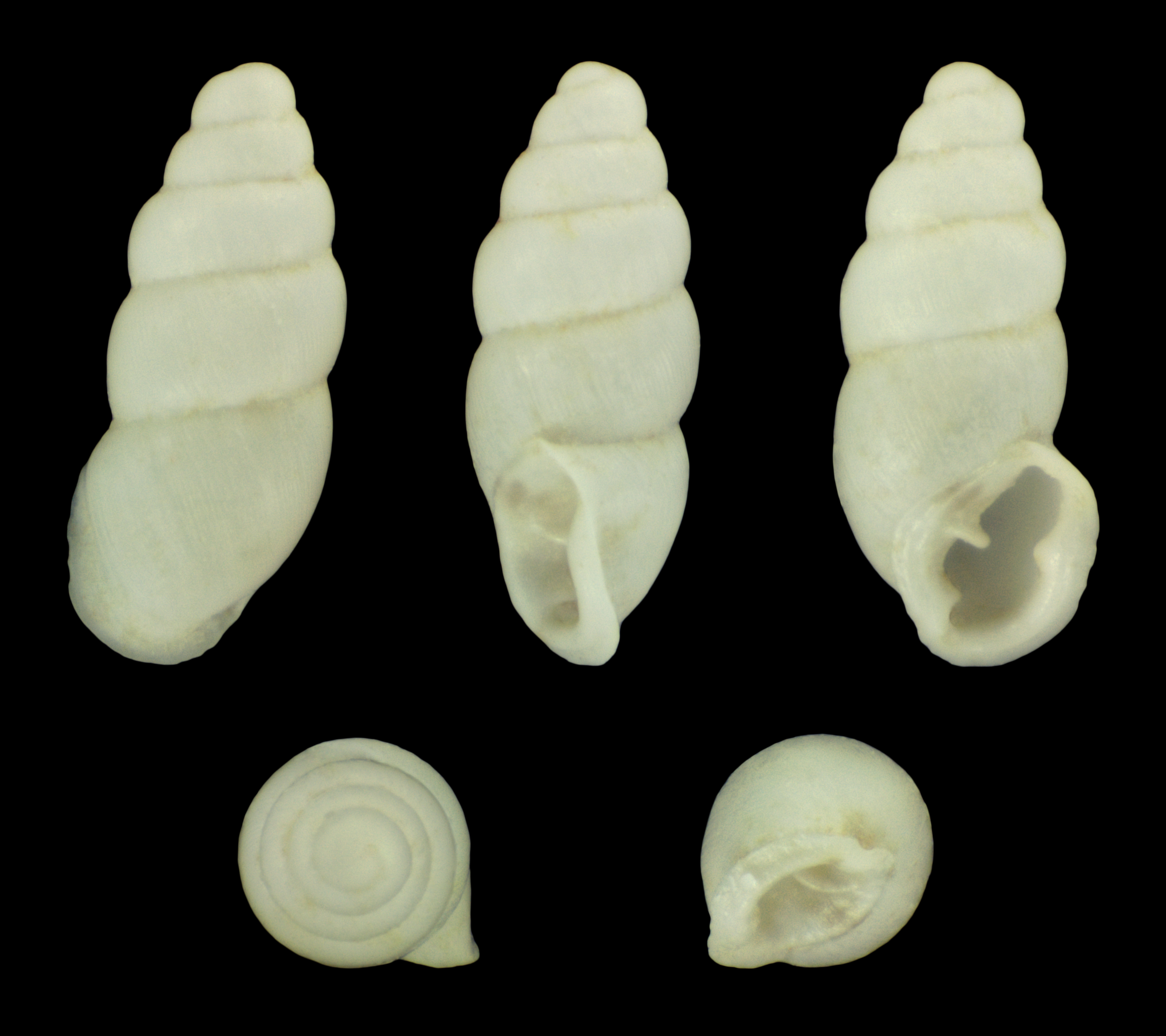
Fossil, Pleistozän

Das sehr kleine, länglich-eiförmige Gehäuse misst 1,8 bis 2,3 mm in der Höhe und 0,8 bis 0,9 mm in der Breite. Der Höhen-Breiten-Index ist >2. Es sind fünf Umgänge gebildet, die stark gewölbt sind. Die Oberfläche weist regelmäßige und vergleichsweise deutliche Zuwachsstreifen auf. Diese sind aber nur mit der Lupe zu erkennen, mit bloßem Auge erscheint das Gehäuse glatt. Die Gehäuse der lebenden Tiere sind farblos und durchscheinend.
Die Mündung steht etwas schräg zur Windungsachse. Der Mundsaum ist nach außen umgeschlagen und innen durch eine deutliche Lippe verdickt. Von der Außenlippe ragt ein niedriger, aber breiter Zahn in die Mündung hinein. An der Innenlippe ist eine Spindel- und eine Parietallamelle ausgebildet. Die Parietallamelle hat die Form eines unregelmäßig gebogenen Kammes, der im Profil doppelt gekrümmt ist. Das Verhältnis Höhe/Breite, die Intensität der Streifung und auch der Verlauf der Falten sind etwas variabel.
Sind die Tiere gut ernährt, ist die goldgelbe Mitteldarmdrüse gut zu sehen.

### Ähnliche Arten
Das Gehäuse ist im Durchschnitt etwas größer, jedoch etwas schmaler als das der Bauchigen Zwerhornschnecke (Carychium minimum). Damit ist das Gehäuse schlanker und konischer, die fünf Umgänge sind etwas weniger stark gewölbt. Meist es auch deutlicher gestreift. In der Regel besiedelt die Schlanke Zwerghornschnecke etwas trockenere Biotope als die Bauchige Zwerghornschnecke. Rs gibt aber durchaus Stellen, wo beide Arten zusammen vorkommen. Es gibt dann Exemplare, die morphologisch nicht eindeutig zu bestimmen sind.

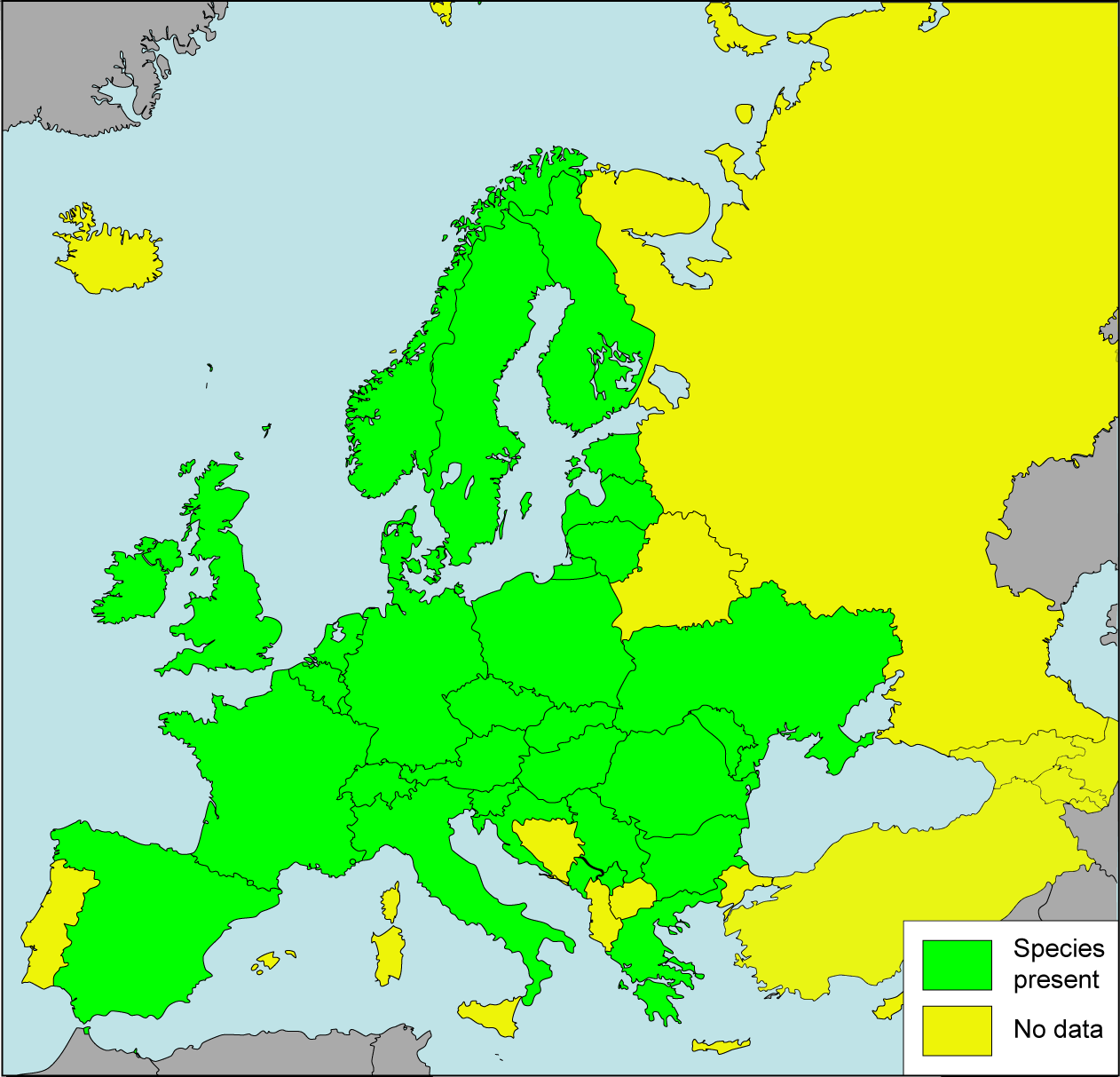
Verbreitungskarte. Länder, in denen die Schlanke Zwerghornschnecke vorkommt sind grün dargestellt, auch wenn in diesem Land nur ein kleineres Vorkommen bekannt ist.

## Geographische Verbreitung und Lebensraum
Die Schlanke Zwerghornschnecke ist in fast ganz Europa verbreitet, im Norden reicht das Areal bis über den 60° Breitengrad hinaus. Im Osten erstreckt sich das Verbreitungsgebiet über Kleinasien bis in das Kaukasusgebiet, im Süden bis nach Nordafrika.
Die Art ist in vielen Lebensräumen anzutreffen, z. B. in ständig feuchten Schichten der Laubstreu der Wälder, auf feuchten Wiesen und stark bewachsenen Standorten unter Steinen und Geröllhalden. Sie verlangt nicht ganz so feuchte Standorte wie die nahe verwandte Bauchige Zwerghornschnecke. Sie zieht sich bei Trockenheit zwischen feuchte Ritzen und Spalten zurück und kommt erst bei feuchtem Wetter wieder hervor. In der Schweiz steigt sie bis auf 2200 m über Meereshöhe an. Im Nordskandinavien, am nördlichen Rand des Verbreitungsgebietes, ist sie allerdings auf die Küstenregionen beschränkt.

## Lebensweise
Die Tiere sind Zwitter, jedoch findet eine einseitige Begattung statt. Die männlichen Geschlechtsorgane werden jeweils nur im Juli/August ausgebildet, danach wieder rückgebildet. Die männliche Geschlechtsöffnung befindet sich am Kopf, vor den Fühlern auf der rechten Körperseite. Die weibliche Geschlechtsöffnung ist dagegen unter dem Mantelrand. Die Kopulation(en) finden jeweils im Juli bis August statt. Die ovalen Eier mit transparenter Hülle messen 0,41 × 0,32 mm. Insgesamt werden nur fünf bis sechs, im Verhältnis zur Körpergröße aber sehr große Eier einzeln im Mulm abgelegt. Die Jungtiere schlüpfen im Frühjahr mit einem Gehäuse, das bereits 0,4 mm hoch ist. Sie wachsen bis November und können dann schon 1,2 bis 1,5 mm groß sein. Die Jungtiere scheinen hohe Überlebenschancen zu haben. 60 % von ihnen überleben das erste Jahr. Insgesamt werden die Tiere wohl drei Jahre alt.

## Taxonomie
Das Taxon wurde 1826 von Joseph Antoine Risso als Saraphia tridentata erstmals beschrieben. Es ist die Typusart der Gattung Saraphia Risso, 1826 durch Monotypie. Saraphia Risso, 1826 wird heute von manchen Autoren als Untergattung von Carychium behandelt, meist wird sie jedoch als Synonym gewertet.

## Gefährdung
Die Art ist in Deutschland nicht gefährdet.

## Belege

### Online
- Animal Base - Carychium tridentatum (Risso, 1826)